# LBI (企業)
株式会社LBI（英: LBI Co.,Ltd.）は、ファンドの組成・運用を行う日本の金融商品取引業者。

## 概要
2011年3月23日設立。東京都千代田区（日比谷国際ビル）に本社を置く。第二種金融商品取引業（関東財務局（金商）第2655号）、貸金業（東京都知事（3）第31486号）登録金融業者。一般社団法人第二種金融商品取引業協会、日本貸金業協会に加入。代表者は齋藤一篤。

## 沿革
- 2011年 
  - 2月 資本金7,000万円にて会社設立
- 2012年
  - 7月 第二種金融商品取引業（関東財務局（金商）第2655号）登録
- 2013年
  - 7月 貸金業（東京都知事（3）第31486号）登録
- 2015年
  - 1月 日本貸金業協会（第005874号）入会[3]
  - 6月 一般社団法人第二種金融商品取引業協会（第237号）入会[4]
- 2017年
  - 8月 資本金7,575万円に増資
- 2018年
  - 1月 本社を東京都新宿区（新宿住友ビル）に置く
  - 2月 資本金8,120万円に増資
- 2019年
  - 12月 資本金9,575万円に増資、本社を東京都千代田区（日比谷国際ビル）に置く
- 2020年
  - 8月 資本金1億4,430万に増資